# Calceolaria andina
Calceolaria andina är en toffelblomsväxtart som beskrevs av George Bentham. Calceolaria andina ingår i släktet toffelblommor, och familjen toffelblomsväxter. Inga underarter finns listade i Catalogue of Life.

## Bildgalleri

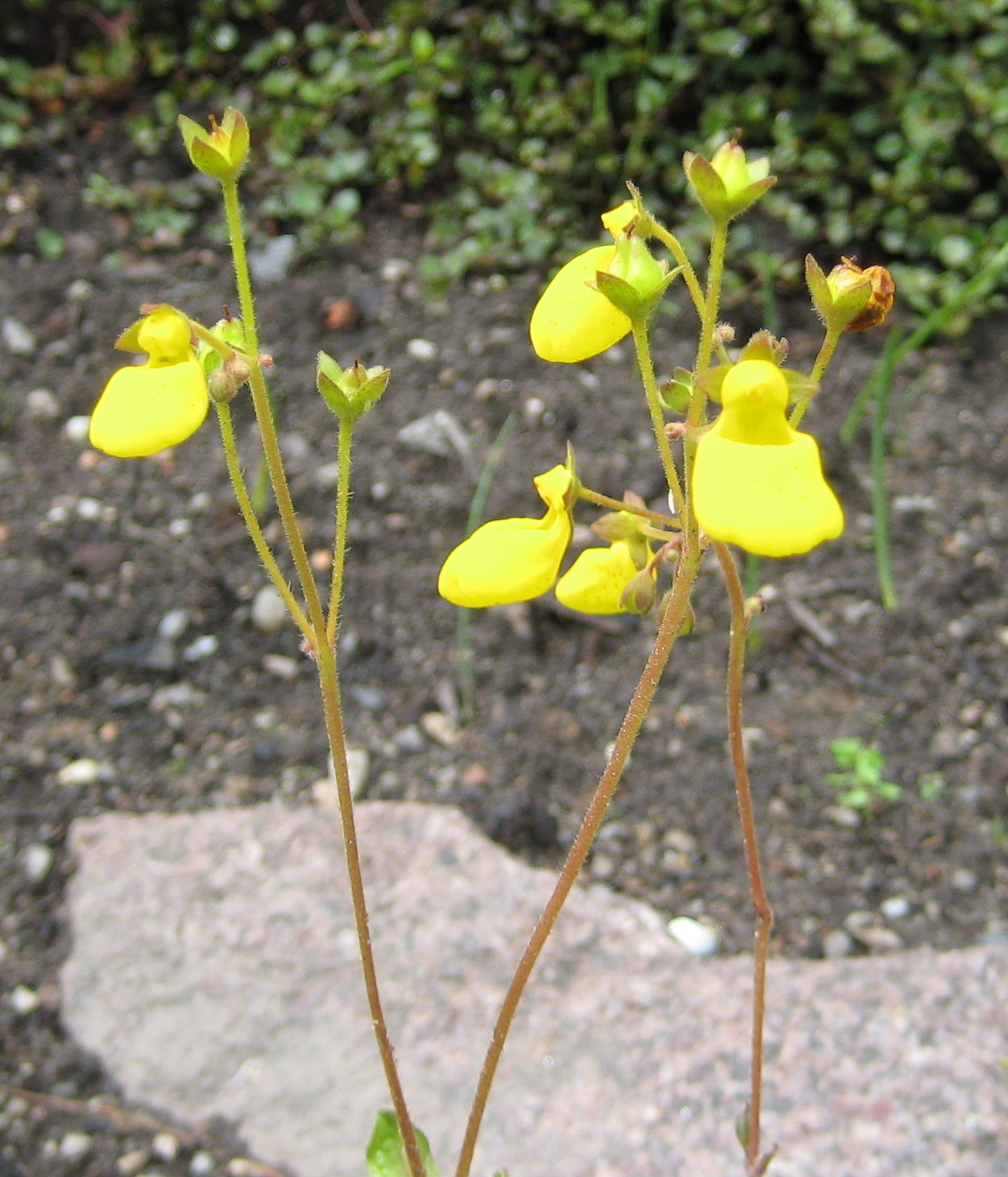
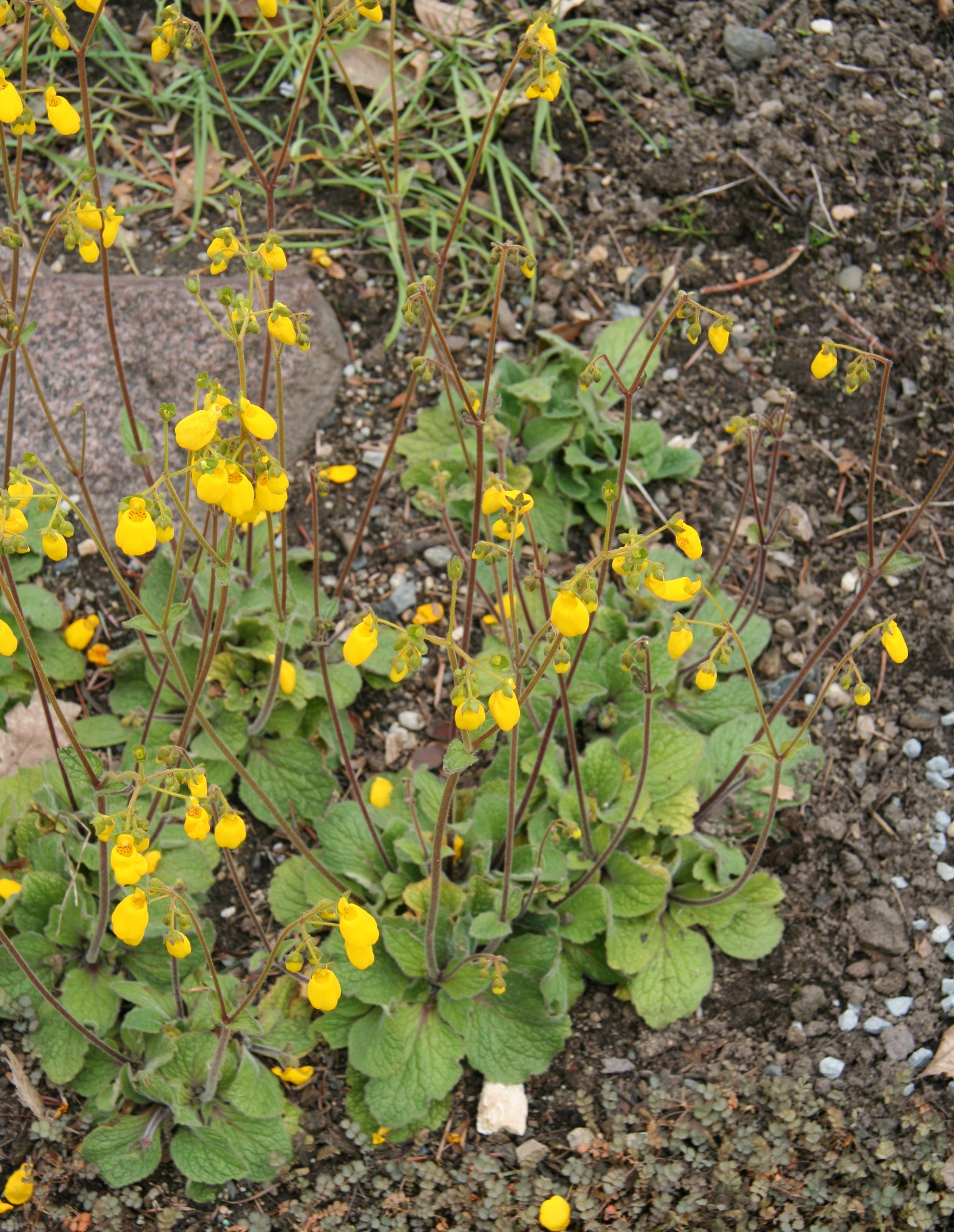
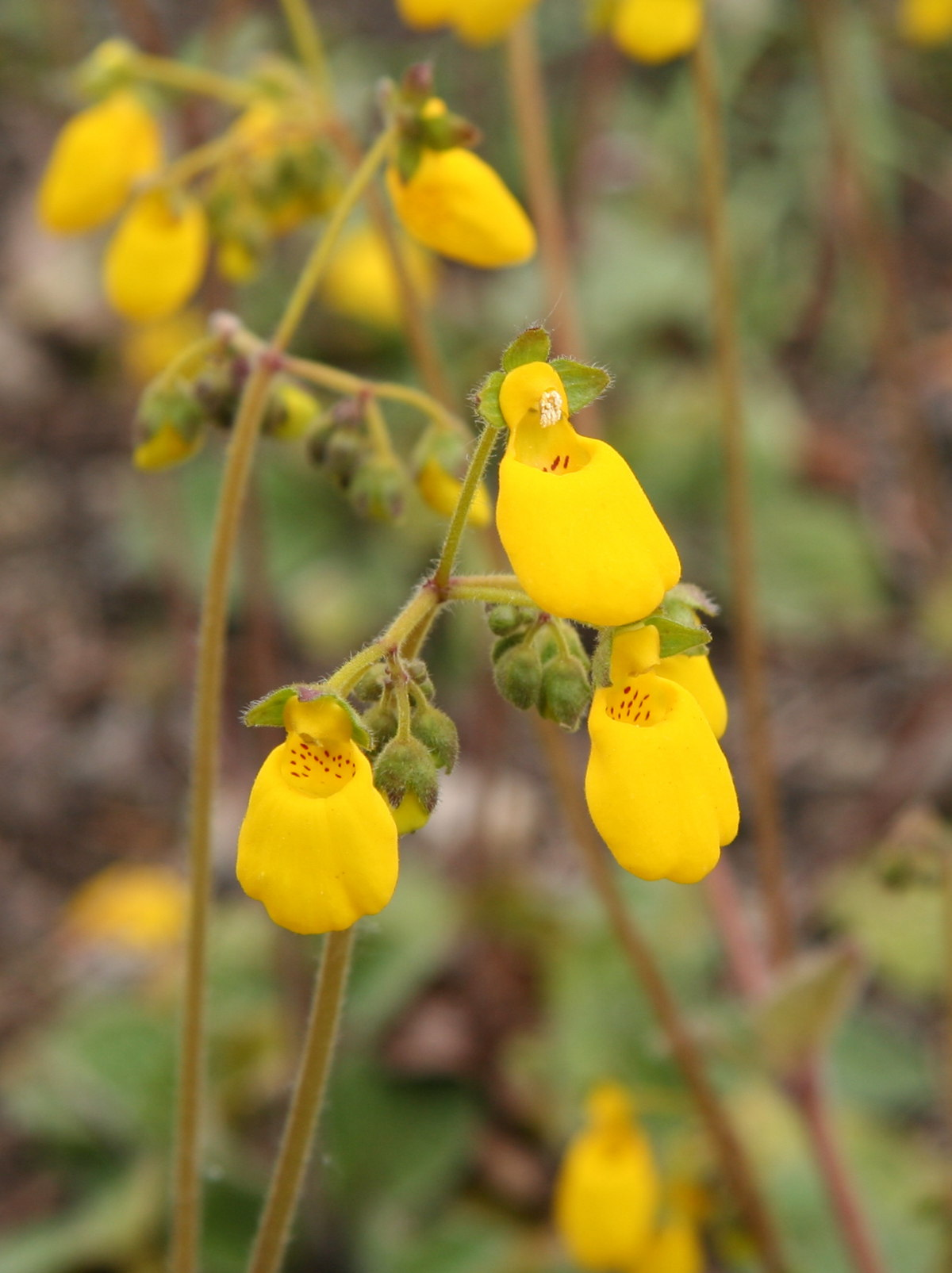
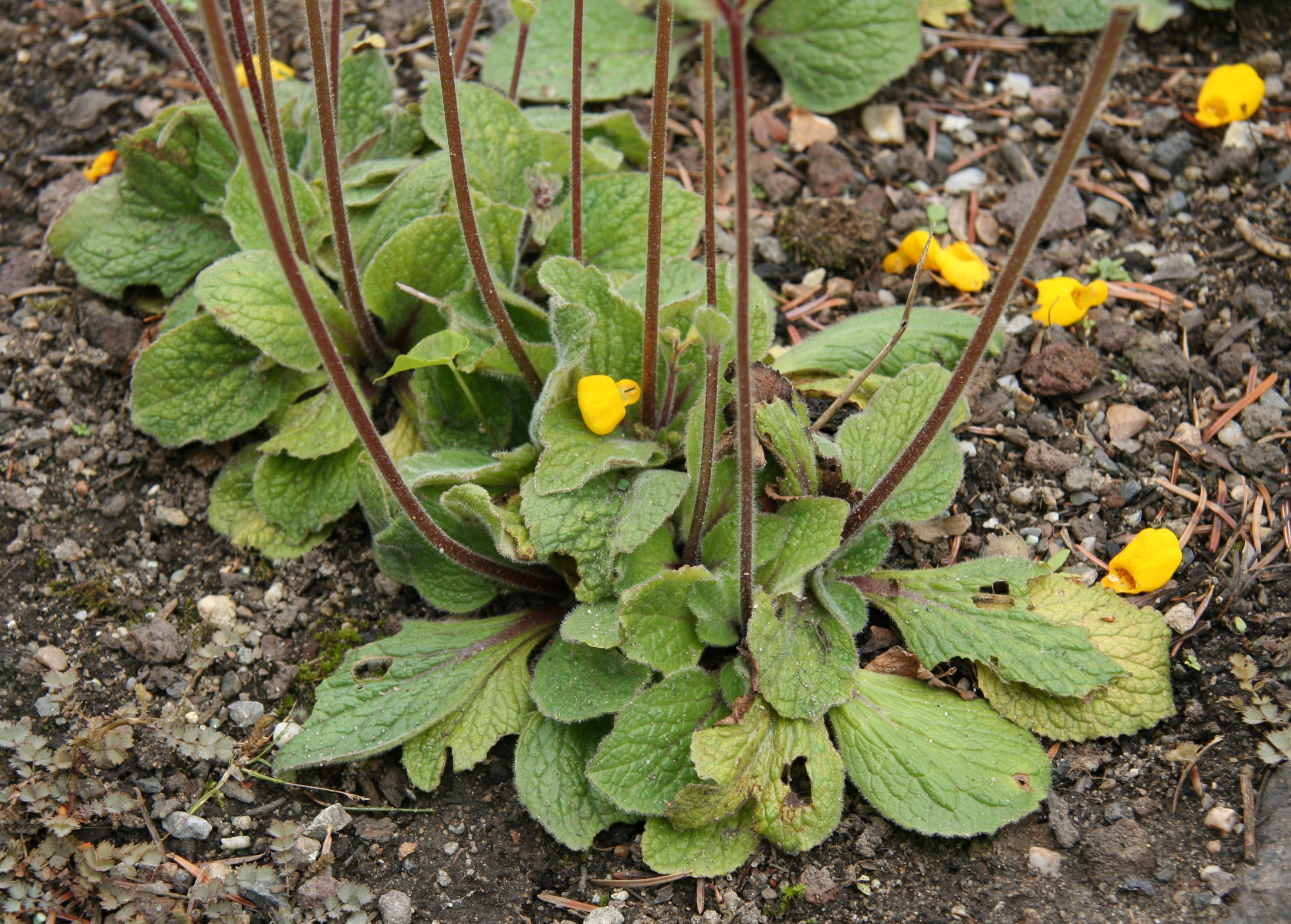